# 나가오카혼정
나가오카혼정(長岡本町)은 니가타현 고시군에 설치되었던 정이다. 현재의 나가오카시에 해당한다.